# Barberà del Vallès
Barberà del Vallès (em catalão e oficialmente) ou Barberá del Vallés (em castelhano), no passado chamado Santa María de Barbará e Barbará, é um município da Espanha, na comarca do Vallès Occidental, província de Barcelona, comunidade autónoma da Catalunha. Tem 8,3 km² de área e em 2021 tinha 33 016 habitantes (densidade: 3 977,8 hab./km²).
Limita com os municípios de Badia del Vallès, Cerdanyola del Vallès, Montcada i Reixac, Ripollet, Sabadell e Santa Perpètua de Mogoda.